# Prêmio TVZ 1994
O Prêmio TVZ 1994 foi a primeira edição da premiação realizada pelo canal de televisão Multishow. Ocorreu em 25 de maio de 1994 e foi realizado no JazzMania, Rio de Janeiro. Esta edição foi apresentada pelo atriz Cissa Guimarães.
Em 1998, passar a se chamar Prêmio Multishow de Música Brasileira.

## Indicados
| Categoria                   | Vencedor | Indicados | Ref.        |
| --------------------------- | -------- | --------- | ----------- |
| Melhor Intérprete Masculino |          | —         | [ 7 ] [ 2 ] |
| Melhor Intérprete Feminino  |          | —         | [ 7 ] [ 2 ] |
| Melhor Clipe Nacional       |          | —         | [ 7 ] [ 2 ] |
| Melhor Grupo Nacional       |          | —         | [ 7 ] [ 2 ] |
| Revelaçãoo Nacional         |          | —         | [ 7 ] [ 2 ] |